# Волинці
Помилка Lua у Модуль:Navbar у рядку 61: Неприпустима назва {{subst:PAGENAME}}.
Волинці (пол. Woljensci) — боярський рід, «ненависники віри католицької» (Haters Wiara Polska). Ревниві оборонці православ'я за часів розквіту УПЦ КП, представник роду Микита Іванович Волинець у 1509 році добився від короля Польщі спокою церквам у Галичі та Волині.
- Іван Семенович Волинець (1407—1459)
- Микита Іванович Волинець (1432—1510) — маршалок Камянця.